# Global Badman
Global Badman, född 20 maj 2017 i Nacka i Stockholm, är en svensk varmblodig travhäst. Han tränas av Daniel Wäjersten. Han körs av Daniel själv. Han är uppfödd av Global Farm AB.
Global Badman började tävla i augusti 2019 och tog sin första seger i debuten. Han har till augusti 2022 sprungit in 3 546 500 kronor på 32 starter varav 12 segrar, 7 andraplatser och 3 tredjeplatser. Han har tagit karriärens hittills största seger i Långa E3 (2020). Bland andra stora meriter räknas segern i Breeders' Crown för 2-åriga (2019), andraplatsen i Jubileumspokalen (2022), samt tredjeplatsen i Svensk uppfödningslöpning (2019).